# Аделина Тахири
Аделина Тахири (на албански: Adelina Tahiri) е албанска поп и ритъм енд блус певица от албански произход, която има успех в Албания, Косово,Италия и Северна Македония.

## Биография
Родена е на 25 април 1991 година в Скопие, тогава във Социалистическа федеративна република Югославия. Израства в Скопие и в Тирана. Музикалната си кариера започва в Албания, където в 2007 година издава първия си сингъл Më Trego и на следната година първия си албум Eliksir. Сингълът ѝ Nuk jam penduar постига голям успех на Балканите. В 2010 година пуска сингъла Magnet, записан заедно с косовския рапър F-KAY.

## Албуми
- 2008 – Eliksir
- 2010 – Nuk jam penduar
- 2010 – Ani Ani